# John Stack (Ruderer)
John Charles Stack (* 22. März 1924 in Camden, New Jersey, Vereinigte Staaten; † 28. Mai 1997 in Lake Berryessa, Kalifornien, Vereinigte Staaten) war ein US-amerikanischer Ruderer und Olympiasieger.

## Leben
John Stack gehörte den California Golden Bears, dem Sportteam der University of California, Berkeley, an und gewann mit dem US-Team als 24-Jähriger bei den Olympischen Sommerspielen 1948 in Melbourne die Goldmedaille im Rudern (Achter). Nach dem College wurde Stack Ingenieur und spezialisierte sich auf Röntgen-Technologie.